# 柳原 (足立区)
柳原（やなぎはら）は、東京都足立区の地名。住居表示実施済み。現行行政地名は柳原一丁目および柳原二丁目。住居表示実施済区域。

## 地理
足立区南部の千住地域東部に位置する。町域の東を画する荒川沿いには、広大な河川敷に日の出町緑地が広がる。北は日ノ出町、東は荒川（荒川放水路）を挟んで対岸に葛飾区堀切・小菅、南は千住曙町、西は千住東および千住旭町と隣接する。

## 歴史
現在の地域区分では柳原は千住地域に属するが、荒川放水路開削までは南葛飾郡南綾瀬村に属していた。荒川放水路の完成によって地理的に本村と分断された。1932年（昭和7年）10月1日、同郡は東京市の一部となり、柳原は葛飾区に属することになったが、 1934年（昭和9年）6月1日地理的な側面から足立区に編入されるに至った。

## 防災
柳原地区は、老朽家屋が密集し、狭い道路が多く存在するといった防災上の課題を抱えている。東京都都市整備局が2022年に発表した「地震に関する地域危険度測定調査（第9回）」では、都内の5,192町丁目の中で柳原二丁目は火災危険度がワースト1位に、建物倒壊危険度と総合危険度では3位になった。
足立区は柳原地区において、避難・通行の障害となる電柱の移設などの措置を進めている。

## 世帯数と人口
2025年（令和7年）1月1日現在（足立区発表）の世帯数と人口は以下の通りである。
| 丁目       | 世帯数    | 人口    |
| ---------- | --------- | ------- |
| 柳原一丁目 | 1,606世帯 | 2,636人 |
| 柳原二丁目 | 1,597世帯 | 2,639人 |
| 計         | 3,203世帯 | 5,275人 |

### 人口の変遷
国勢調査による人口の推移。
| 年                 | 人口  |
| ------------------ | ----- |
| 1995年（平成7年）  | 6,120 |
| 2000年（平成12年） | 5,499 |
| 2005年（平成17年） | 5,382 |
| 2010年（平成22年） | 5,394 |
| 2015年（平成27年） | 4,929 |
| 2020年（令和2年）  | 5,244 |

### 世帯数の変遷
国勢調査による世帯数の推移。
| 年                 | 世帯数 |
| ------------------ | ------ |
| 1995年（平成7年）  | 2,405  |
| 2000年（平成12年） | 2,340  |
| 2005年（平成17年） | 2,438  |
| 2010年（平成22年） | 2,677  |
| 2015年（平成27年） | 2,520  |
| 2020年（令和2年）  | 2,959  |

## 学区
区立小・中学校に通う場合、学区は以下の通りとなる（2023年4月時点）。なお、足立区では学校選択制度を導入しており、区内全域から選択することが可能。ただし、小学校に関しては、2018年（平成30年）度から学区域または学区域に隣接する学校のみの選択になる。
- 区域 : 一丁目〜二丁目　全域
  - 小学校 : 足立区立千寿常東小学校
  - 中学校 : 足立区立千寿桜堤中学校

## 事業所
2021年（令和3年）現在の経済センサス調査による事業所数と従業員数は以下の通りである。
| 丁目       | 事業所数  | 従業員数 |
| ---------- | --------- | -------- |
| 柳原一丁目 | 84事業所  | 706人    |
| 柳原二丁目 | 93事業所  | 454人    |
| 計         | 177事業所 | 1,160人  |

### 事業者数の変遷
経済センサスによる事業所数の推移。
| 年                 | 事業者数 |
| ------------------ | -------- |
| 2016年（平成28年） | 191      |
| 2021年（令和3年）  | 177      |

### 従業員数の変遷
経済センサスによる従業員数の推移。
| 年                 | 従業員数 |
| ------------------ | -------- |
| 2016年（平成28年） | 1,178    |
| 2021年（令和3年）  | 1,160    |

## 交通

### 鉄道
町域内に鉄道駅は存在しないが、隣接する千住旭町に北千住駅が所在するほか、千住曙町（当地区南部にほとんど隣接する形）に東武鉄道と京成電鉄の3駅がある。
- 東日本旅客鉄道（JR東日本）
  - 常磐快速線：北千住駅
  - 常磐緩行線：北千住駅
- 東京メトロ
  - 日比谷線：北千住駅
  - 千代田線：北千住駅
- 首都圏新都市鉄道
  - つくばエクスプレス線：北千住駅
- 東武鉄道
  - 東武伊勢崎線：北千住駅/牛田駅/堀切駅
- 京成電鉄
  - 京成本線：京成関屋駅

### バス
町域内にバス停は存在しない。

### 道路・橋梁
道路
- 東京都道449号新荒川堤防線
- 柳原千草通り

橋梁
- 堀切橋

## 駅周辺
- 足立区立千寿桜堤中学校
- 柳原千草園
- 柳原寺
- 柳原稲荷神社
- 柳原病院
- カミワノ
- 足立柳原郵便局

## 史跡
- 柳原稲荷神社
- 理性院
- 香月院

## その他

### 日本郵便
- 郵便番号 : 120-0022[3]（集配局 : 足立郵便局[17]）。